# Постоянное место жительства
Постоянное место жительства (также аббр. ПМЖ, permanent residency), Постоянное жительство — официально под «постоянным местом жительства» ранее некоторыми подразумевался штамп в паспорте у тех, кто уезжал из Союза ССР или России навсегда. 
Теперь эти буквы вошли в обычное употребление также и при переездах внутри государства или страны, и уже для некоторых стали привычными такие фразы, как, например, «Еду в Москву на ПМЖ», «куплю дом для ПМЖ». Ранее жительство чье, корень, оседлость — Местопребыва́нье.

## Определение ПМЖ в России
Ранее в Проекте книги первой Гражданского уложения, от 1895 года, было определено в Статье 60 (59). Место жительства лица есть место его водворения, оседлости и постоянного или обычного пребывания.

Место жительства человека Российской Федерации — России определяется статьёй 20 Гражданского Кодекса Российской Федерации:
Местом жительства признается место, где гражданин постоянно или преимущественно проживает...Гражданский Кодекс Российской Федерации, часть 1, раздел I, подраздел 2, глава 3, статья 20
Однако, место — понятие достаточно обширное. В большинстве случаев, под словосочетанием «место жительства» понимается только населённый пункт фактического проживания, либо населённый пункт как место регистрации («по паспорту»).
Под постоянным местом жительства, чаще всего, понимается именно почтовый адрес регистрации по месту жительства, указанный в паспорте гражданина. Иногда, очень редко, длительное проживание по месту пребывания, отличному от указанного в паспорте, также называют постоянным (что, с точки зрения российской юрисдикции, не совсем корректно).
В Федеральном Законе «О праве граждан Российской Федерации на свободу передвижения, выбор места пребывания и жительства в пределах Российской Федерации» место жительства также определяется в более узком смысле, чем населённый пункт:
Место жительства - жилой дом, квартира, комната, жилое помещение специализированного жилищного фонда либо иное жилое помещение, в которых гражданин постоянно или преимущественно проживает в качестве собственника, по договору найма (поднайма), договору найма специализированного жилого помещения либо на иных основаниях, предусмотренных законодательством Российской Федерации, и в которых он зарегистрирован по месту жительства...Закон РФ от 25.06.1993 N 5242-1 (ред. от 03.04.2017) «О праве граждан Российской Федерации на свободу передвижения, выбор места пребывания и жительства в пределах Российской Федерации», статья 2
Однако, этот закон делит зарегистрированное место жительства на две категории: по постоянному проживанию и преимущественному. В законодательстве Российской Федерации нет точных определений срока, по истечении которого проживание на данном месте признаётся преимущественным или постоянным, главное, чтоб оно было фактическим — регистрация по месту жительства может быть оспорена в суде и при отсутствии доказательств фактического проживания аннулирована соответствующим уполномоченным органом регистрационного учёта.

## Статус ПМЖ в Болгарии
Статус проживания на постоянном месте жительства (ПМЖ) в Болгарии основывается на статусе ВНЖ — вид на жительство.
Вид на жительство — это статус, дающий иностранному гражданину  возможность проживать на территории Республики Болгария в рамках разрешённого срока (не более года), без необходимости оформлять туристические визы с ограниченными сроками допустимого пребывания.
Основания для получения ВНЖ определены статьями 24 и 25 Закона «За чужденците в Република България».
Оформляется вид на жительство в течение 2 – 6 недель, действует один год и продлевается ежегодно.
Любой иностранный гражданин, проживший в Болгарии в статусе ВНЖ, как минимум, 5 лет, имеет право получить статус ПМЖ, при соблюдении условия проживания в стране, определённым статьёй 25 Закона «За чужденците в Република България»: за последние 5 лет пребывания в статусе ВНЖ иностранец не отсутствовал в Болгарии более 30 месяцев суммарно.
Статус ПМЖ является внутренним (болгарским) статусом и даёт те же права, что и гражданство в Болгарии, за исключением прав голосовать и быть избранным в органы государственной власти.
В Республике Болгария для иностранных граждан всё тем же Законом «За чужденците в Република България» определенно разрешение на долгосрочное пребывание, которое отличается от статуса ПМЖ ограниченным сроком пребывания в стране и гораздо меньшим размером государственной пошлины за это разрешение.

## В искусстве
- Постоянное место жительства является центральной идеей сериала П. М. Ж., повествующем о жизни русской эмиграции в США.